# Leo Laba Ladjar
Leo Laba Ladjar (ur. 4 listopada 1943 w Bauraja) – indonezyjski duchowny rzymskokatolicki, w latach 1997-2022 biskup Jayapury.